# Église Saint-Paul de Redeyef
L'église Saint-Paul de Redeyef, située dans la ville de Redeyef en Tunisie, est une église catholique bâtie à l'époque du protectorat français. Cédée au gouvernement tunisien au moment des nationalisations des compagnies minières, elle est actuellement désaffectée.

## Paroisse de Redeyef pendant le protectorat
La découverte des gisements de phosphate par Philippe Thomas en 1886 dans les gorges de Selja est à l'origine de la création de villages miniers dont celui de Redeyef. Pour exploiter le minerai, des ingénieurs et des techniciens français s'établissent sur place. Une main d'œuvre venue d'Italie, de Malte et d'Espagne complète cette présence chrétienne naissante. L'exploitation de la mine démarre en 1903 ; la paroisse de Redeyef est créée en 1911 et la construction d'une église est très vite décidée par les dirigeants de la Compagnie des phosphates et des chemins de fer de Gafsa qui exploite le site.
L'église dédiée à saint Paul est inaugurée par l'archevêque de Carthage, Monseigneur Clément Combes, le 1er novembre 1912. Construite au centre du village, c'est un édifice de 18 mètres de long sur 17 mètres de haut. De style néogothique, elle est constituée d'une nef unique éclairée par des fenêtres de forme ogivale et surmontée d'un clocher-arcade.

## Bâtiment après l'indépendance
La mine est peu touchée par les bouleversements causés par l'indépendance. Il y a peu de fonctionnaires et le gisement est exploité par une compagnie privée. Cependant, la paroisse se vide peu à peu des Européens, découragés par une Tunisie qui ne veut plus d'eux. En 1966, la paroisse de Redeyef est rattachée à celle de Gafsa en même temps que les autres paroisses minières de Moularès, Métlaoui et Mdhilla.
Les mines sont finalement nationalisées ainsi que leur patrimoine immobilier et le personnel européen renvoyé. L'église de Redeyef est actuellement fermée.

## Curés de la paroisse
- Abbé Le Dreff (1911-1921) ;
- Abbé Ousset (1921-1926) ;
- Abbé Grevers (1926-?).